# Adam Kowalski
Adam Kowalski, född 19 december 1912 i Ivano-Frankivsk, död i 9 december 1971 i Kraków, var en polsk ishockeyspelare. Han var med i det polska ishockeylandslaget under tre olympiska spel och kom på fjärde plats 1932 i Lake Placid. 1936 kom laget på nionde plats vid Garmisch-Partenkirchen. Vid det tredje spelen 1948 kom laget på sjätte plats i Sankt Moritz.